# Cristóbal Pérez (escultor)
Cristóbal Pérez (m. 1685) fue un escultor del barroco español perteneciente a la escuela sevillana. 

## Biografía
El estilo de su obra se centra en las particularidades propias de la primera mitad del siglo XVII, por lo que no incluye en sus piezas las nuevas corrientes artísticas, por lo que dista del modelo imperante en la ciudad, el de Pedro Roldán y su círculo.
Dentro de sus obras más destacadas se registran la ejecución en 1677 de la imagen de Jesús Descendido de la Cruz para la Hermandad de la Sagrada Mortaja de Sevilla, y las que ejecutó entre 1681 y 1683 para la Hermandad de la Esperanza Macarena, también en Sevilla. Llevó a cabo un nuevo paso para el misterio de Nuestro Padre Jesús de la Sentencia, de canastilla con dieciséis niños y ocho relieves pasionarios, además de cinco judíos y un sitial para Poncio Pilato y la tarima para los pies de Jesús de la Sentencia; finalmente restauró las piezas existentes del misterio, llevando a cabo en su conjunto un trabajo de gran riqueza caracterizado por su opulencia, a juicio de Fermín Arana de Varflora, que pudo contemplarlo en el siglo XVIII.
Realizó también en 1683 un crucificado que se conserva en la actualidad en la capilla de la Santísima Trinidad de la ciudad de Jerez de la Frontera (Cádiz). También ha sido atribuido a este escultor la primitiva imagen del crucificado de la Hermandad del Descendimiento de Cádiz, que se quemó en 1936 durante los transcursos de la guerra civil española, y de la que únicamente se conserva la mascarilla y parte del cabello.